# Касимовская улица (Санкт-Петербург)
Каси́мовская улица — улица во Фрунзенском районе Санкт-Петербурга. Проходит от Камчатской до Грузинской улицы.

## История
Первоначальное название улица в Волкову деревню (от Расстанной улицы до реки Волковки, включая современную Камчатскую улицу) известно с 1849 года, с 1849 года — дорога в деревню Волково. В 1901 году выделилась Камчатская улица.
Современное название Касимовская улица известно с 1908 года, дано по городу Касимову Рязанской губернии, который, в свою очередь, был назван по имени Касим-хана. В 1909 году улица была продлена до Волковского проспекта. С 1909 года по 1920-е годы параллельно существовало наименование Скотопрогонная улица, связано с тем, что по улице прогоняли скот на пастбище. В начале 1950-х годов улица продлена от Волковского проспекта до Грузинской улицы.

## Объекты
- Волковское православное кладбище
- Касимовский мост
- Станция метро «Волковская»
- Административно-бытовой корпус метрополитена
- Перехватывающая парковка